# シャルル2世 (エルブフ公)
シャルル2世・ド・ロレーヌ＝ギーズ（Charles II de Guise-Lorraine, duc d'Elbeuf, 1596年11月5日 - 1657年11月5日）は、フランスの貴族、廷臣。エルブフ公爵。フランス王ルイ13世の義兄にあたる。

## 生涯
エルブフ公シャルル1世とその妻のマルグリット・ド・シャボーの間の長男として生まれ、1605年にエルブフ公爵家の当主となった。1607年に宮廷に入って幼王ルイ13世の遊び相手を務めた。その後、少将および王室侍従長となる。1619年6月20日にルイ13世の異母姉でアンリ4世がガブリエル・デストレに産ませた庶出の娘カトリーヌ・アンリエット・ド・ブルボン（ヴァンドーム姫）と結婚し、ルイ13世の義兄となった。
シャルル2世はルイ13世に対して常に忠実であり、国王と王母マリー・ド・メディシスやユグノーの争いにおいていつも国王を支持し続けた。1620年にマリーを支持するノルマンディー知事のロングヴィル公アンリが国王とリシュリュー枢機卿に対して反乱を起こした際、アンリに代わりノルマンディー知事に任命、ピカルディー知事も務めた。ユグノーの反乱では1627年のラ・ロシェル包囲戦に参加し、サン＝ジャン＝ダンジェリでの戦闘で負傷している。1657年にパリで死去。

## 子女
妻カトリーヌとの間に4男2女の6人の子女をもうけた。
- シャルル（1620年 - 1692年） - エルブフ公
- アンリ（1622年 - 1648年） - オンブリエル修道院長
- フランソワ・ルイ（1623年 - 1694年） - アルクール伯
- フランソワ・マリー（1624年 - 1694年） - リルボンヌ公
- カトリーヌ（1626年 - 1645年）
- マリー・マルグリット（1629年 - 1679年）